# Monnina andreana
Monnina andreana är en jungfrulinsväxtart som beskrevs av Chod.. Monnina andreana ingår i släktet Monnina och familjen jungfrulinsväxter. Inga underarter finns listade i Catalogue of Life.